# Myrsine gracilissima
Myrsine gracilissima är en viveväxtart som beskrevs av Francis Raymond Fosberg och Sachet. Myrsine gracilissima ingår i släktet Myrsine och familjen viveväxter. Inga underarter finns listade i Catalogue of Life.